# Étangs de la Gardelle
Les étangs de la Gardelle désignent un ensemble de quatre lacs d'origine glaciaire situés en Ariège dans le massif du Montcalm dans les Pyrénées.

## Géographie
Dans la région Occitanie, en haute vallée de Vicdessos, les étangs se trouvent au nord-est de la pointe de Roumazet 2 842 m sur le territoire de la commune d'Auzat dans le périmètre du parc naturel régional des Pyrénées ariégeoises.

### Hydrographie
Les étangs de la Gardelle se déversent dans le ruisseau de la Gardelle qui envoie ses eaux dans la vallée de Soulcem vers le barrage du même nom.

## Galerie

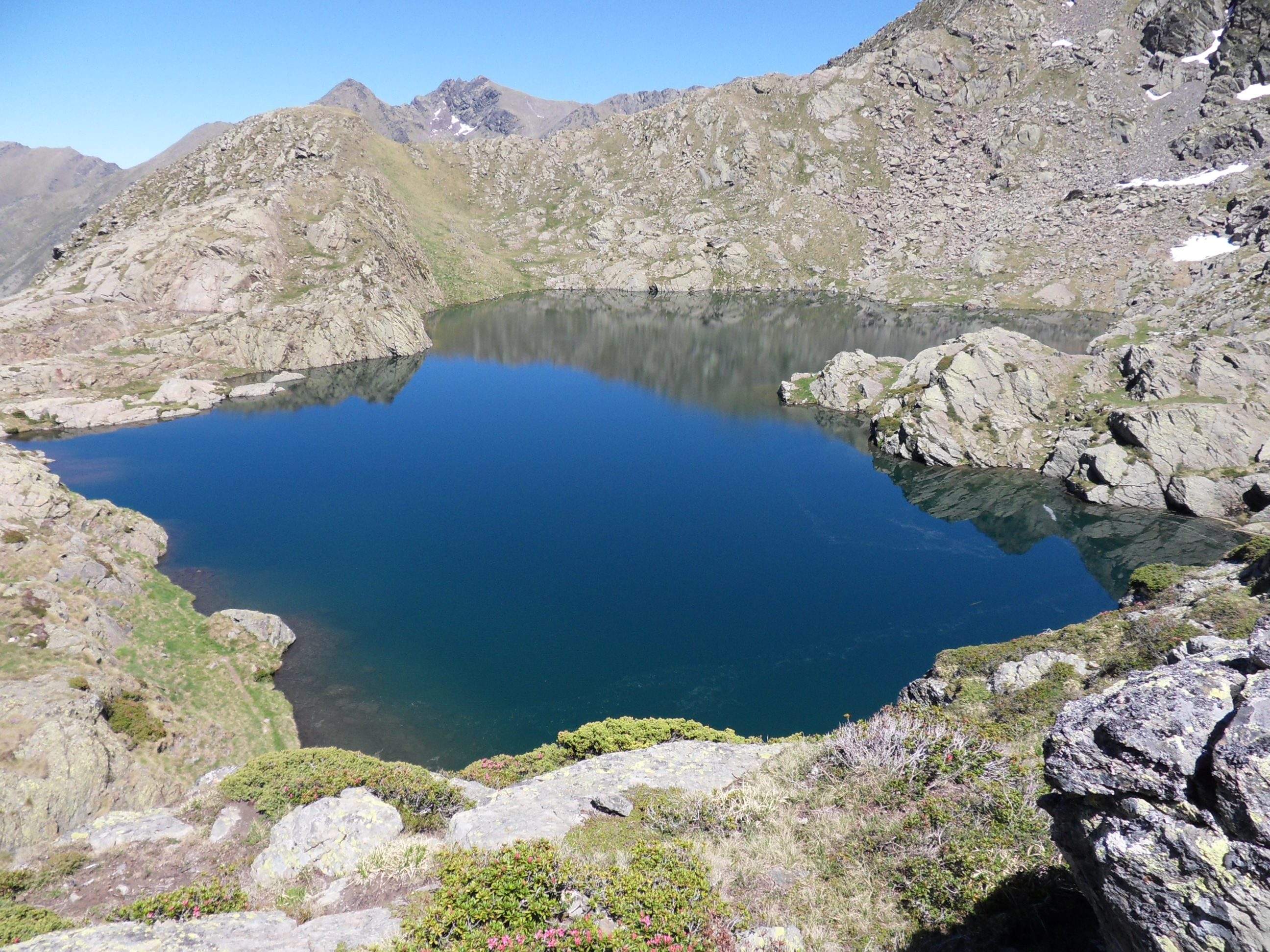
étang de la Gardelle oriental, 2 387 m.
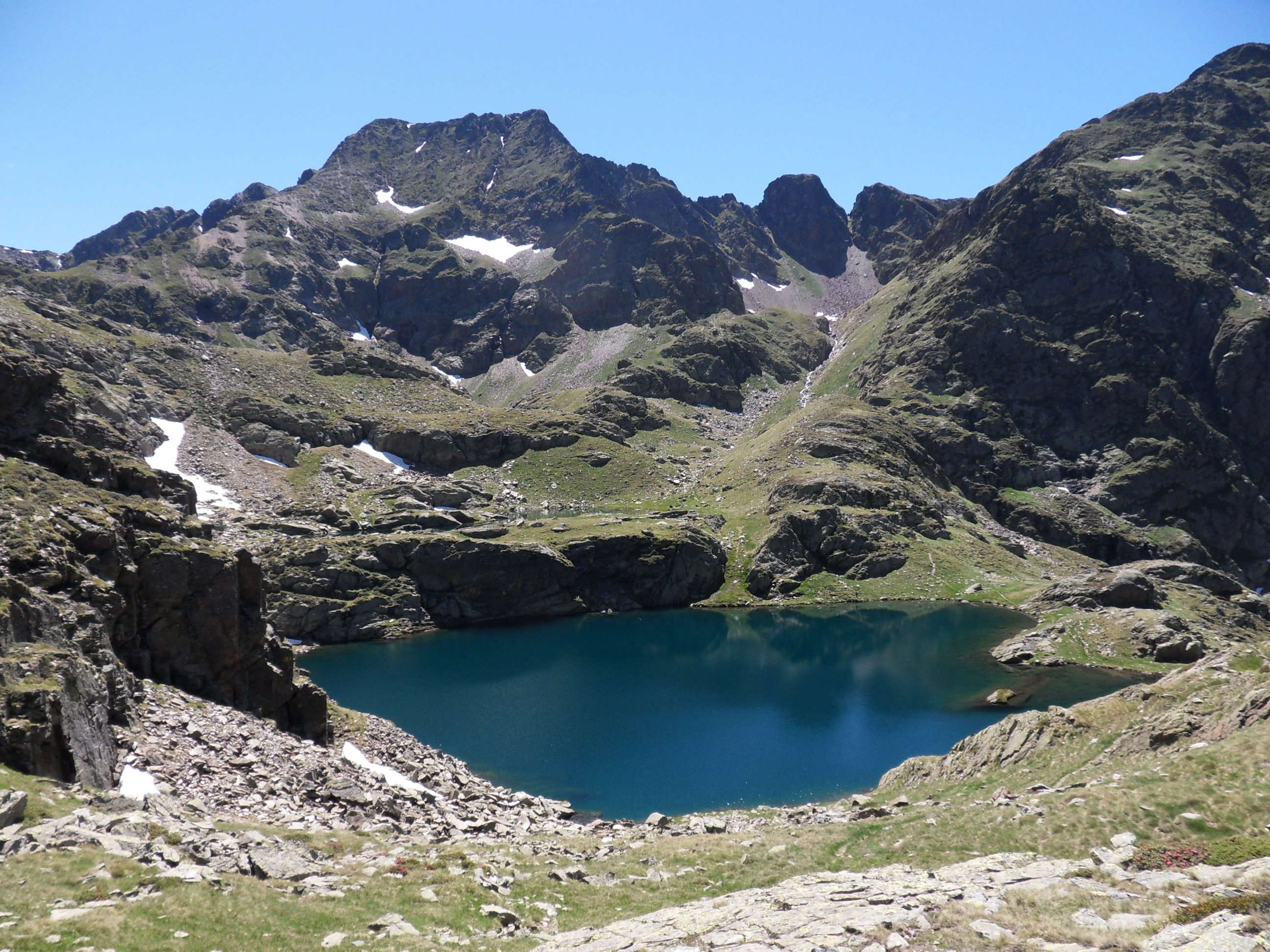
étang central 2 370 m et petit étang de la Gardelle 2 387 m.
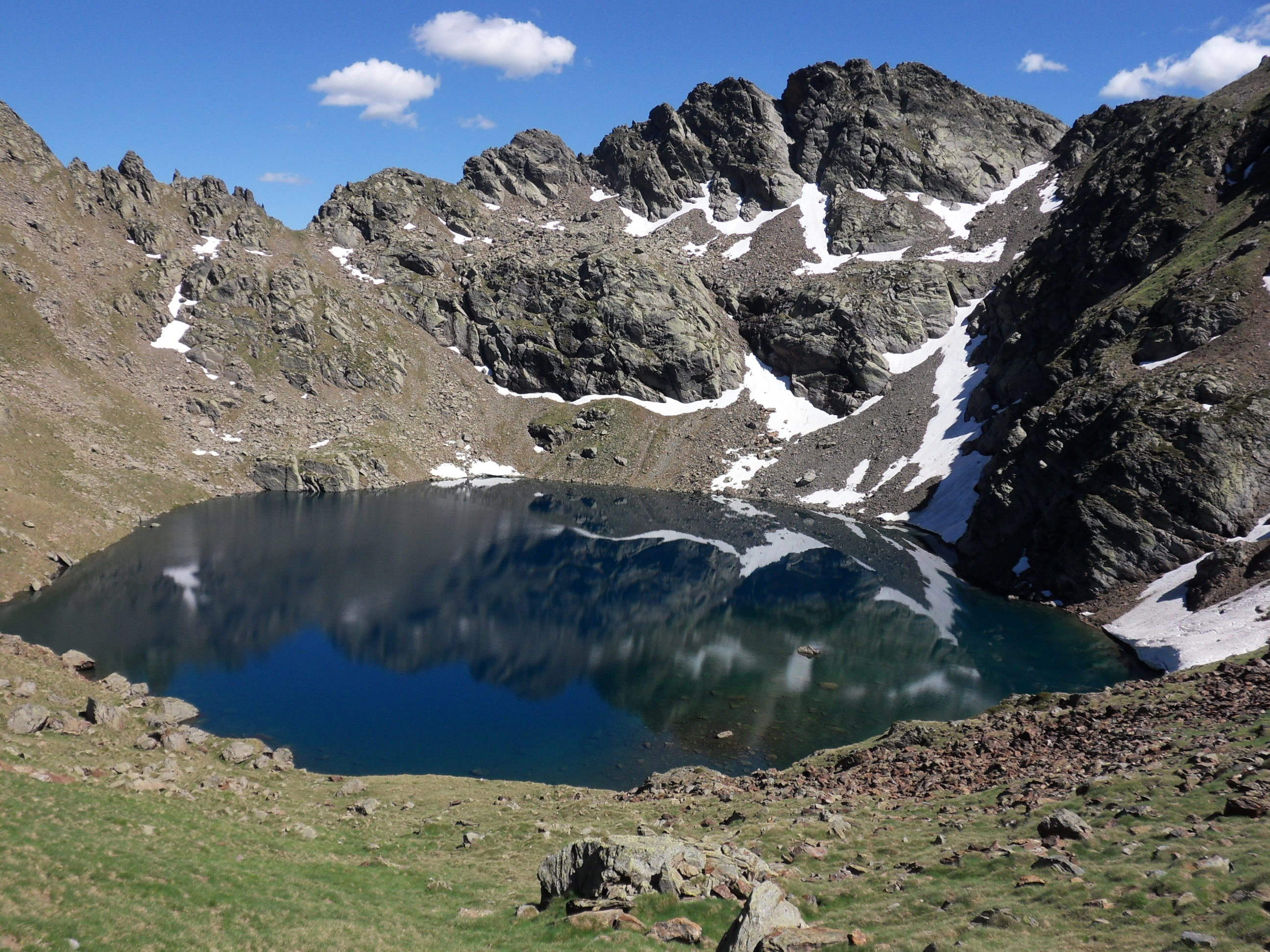
étang de la Gardelle occidental, 2 420 m, niché au pied de la Pointe de Roumazet.

## Faune et flore
D'une superficie d’environ 1,1 hectare pour le plus petit à 5,8 hectare pour le plus grand, des truites fario y sont observées.

## Randonnées
Ils sont accessibles en deux heures pour les bons marcheurs : le chemin débute à 1 620 m d'altitude au niveau des orris du Carla, situés peu après l'étang de Soulcem. Balisé et parsemé de cairns, le chemin longe le ruisseau de la Gardelle sur une pente relativement raide puis s'en éloigne pour franchir une jasse située environ à 2 150 m. Une fois sur le plateau, le premier étang n'est plus très loin.